# Con el amor no se juega
Con el amor no se juega es una película de romance y ficción mexicana dirigida por Carlos García Agraz, José Luis García Agraz y Tomás Gutiérrez Alea; protagonizada por Arcelia Ramírez, Daniel Giménez Cacho, María Rubio, Blanca Guerra, Damián Alcázar, Blanca Sánchez, Bruno Rey, Roberto Cobo, Margarita Isabel y Brigida Alexander de 1991. Conformada por tres cortometrajes sobre historias de Gabriel García Márquez.

## Sinopsis
Una producción conformada por tres obras cortas, creadas en el taller de guiones de Gabriel García Márquez.

### El espejo de dos lunas
Protagonizada por Arcelia Ramírez y Daniel Giménez Cacho en una dirección de Carlos García Agraz con guion de Gabriel García Márquez y Susana Cato. La fotografía corrió a cargo de Carlos Marcovich Padlog y música de Alberto Delgado.
A días de casarse, Susana (Arcelia Ramírez), tras acomodar un espejo viejo, ve dentro de él a un militar en uniforme antiguo que está a punto de suicidarse con un disparo frente al espejo, él, al verla detiene su intento. Susana al inició llega a pensar que son los nervios de la boda, pero al volverlo a ver se entera de que comparte reflejo con el teniente Nicolás. Los dos conversan por varios días hasta que se enamoran. A punto de salir rumbo a la boda ella no puede continuar y se fugan juntos, cruzando el espejo al año 1863.

### Ladrón de sábado
En una dirección de José Luis García Agraz con guion de Consuelo Garrido y Gabriel García Márquez. Dirección fotográfica Santiago Navarrete y música Alejandro Giacoman.
Un sábado por la noche, Hugo (Damián Alcázar) entra a robar a una casa. Es descubierto por Ana (Blanca Guerra), la dueña de la casa, a quien le exige todo el dinero. La hija de ella se despierta, el cambia de actitud para no alterarla, mientras junta todo los artículos de valor, inician una conversación al cenar forzadamente se da cuenta de que ella es una conductora de radio a la cual admira. Esto rompe la tensión entre ellos hasta entablar una amistad profunda conviviendo el fin de semana. Ella, en su programa de radio, indica sin mencionar el nombre, que puede regresar pues su puerta no la deja con seguro. 

### Contigo en la distancia
Un guion de Eliseo Alberto Diego y Gabriel García Márquez con dirección de Tomás Gutiérrez Alea, música de Chucho Valdés y fotografía de Mario García Joya. Protagonizada por Blanca Sánchez.
Llega un cartero buscando a Ofelita mis ojos y tras hacerle unas preguntas le entrega a Ofelia (Blanca Sánchez) una carta que ha tardado 35 años en llegar. La carta fue escrita por su amor de juventud en donde le da las indicaciones para fugarse con ella. Como la carta no llegó en tiempo, ella creyó que fue abandonada. Al recibirla finge un dolor de cabeza para no salir con su marido y va a buscar a los antiguos compañeros de juventud para preguntar por José. Después de varias vueltas ella encuentra a José con un ramo de rosas en el lugar donde acordó esperarla en su carta.

## Reparto
- Arcelia Ramírez como Susana
- Daniel Giménez Cacho como Lt. Nicolás de Regulo
- María Rubio como Abuela
- Víctor Hugo Martín del Campo como Alonso
- María Antonieta Murillo como Cocinero
- Inés Murillo Nieto como Costurera
- Gil García Vázquez como Invitado a la boda
- José Antonio Marros como Invitado a la boda
- Blanca Sánchez como Ofelia
- Bruno Rey como Esposo de Ofelia
- Roberto Cobo como Manolo «The Sorrowful»
- Margarita Isabel como Lina
- Brígida Alexander como Madre de José
- Ada Carrasco como Sirvienta
- Justo Martínez como Cartero
- Óscar Aguirre como Marinero
- Heron Pazzi como José Luna
- Jose C. Moreno como José (voz)
- Damián Alcázar
- Blanca Guerra